# Elanga Buala
Elanga Buala (ur. 21 maja 1964, zm. 7 stycznia 2021 w Butibam) – papuańska lekkoatletka, olimpijka.

## Kariera
Karierę zaczynała jako siatkarka, jednak w 1981 roku zaczęła trenować lekkoatletykę. W tym samym roku została mistrzynią kraju w biegu na 100 m. Łącznie w latach 1981–1984 była siedmiokrotną mistrzynią Papui-Nowej Gwinei w biegach na 100 m (1981, 1982), 200 m (1982, 1983) i 400 m (1982, 1983, 1984).
Wystąpiła na Letnich Igrzyskach Olimpijskich 1984 w dwóch konkurencjach. W biegu na 200 m awansowała do biegu ćwierćfinałowego, w którym zajęła 7. miejsce (24,87), osiągając 25. czas wśród 30 ćwierćfinalistek. W kwalifikacyjnym wyścigu na 400 m zajęła 6. miejsce. Jej czas (56,82) był 25. wynikiem rundy kwalifikacyjnej wśród 28 sprinterek.
Uczestniczka pierwszych mistrzostw świata w lekkoatletyce (1983). Wystąpiła w eliminacjach biegu na 200 m, osiągając 32. wynik pośród 44 startujących biegaczek (25,59). Awansowała do ćwierćfinału biegu na 400 m, w którym osiągnęła 23. wynik pośród 26 sprinterek (56,96). Wystąpiła także na Igrzyskach Wspólnoty Narodów 1982, jednak odpadła w eliminacjach biegów na 200 m i 400 m.
W Igrzyskach Południowego Pacyfiku 1983 zdobyła pięć medali. Zwyciężyła w sztafecie 4 × 400 m (4:03,17 – rekord igrzysk), a także w biegach na 200 m (25,19) i 400 m (57,68). Srebro zdobyła w sztafecie 4 × 100 m (49,08), zaś brąz osiągnęła w biegu na 800 m (2:19,85). W Miniigrzyskach Południowego Pacyfiku 1981 osiągnęła złoto w sztafecie 4 × 400 m (4:02,72), srebro w biegu na 400 m (58,60) i brąz w biegu na 200 m (26,26).
Rekordy życiowe: bieg na 200 m – 24,82 (1984), bieg na 400 m – 56,82 (1984). Najlepszy wynik Buali z biegu na 200 m był rekordem kraju do 2006 roku, natomiast rezultat z biegu na 400 m został poprawiony w 1993 roku.